# Samsung Galaxy Note
Samsung Galaxy Note je Samsungov hibrid pametnog telefona i tablet računala temeljen na Android operacijskom sustavu i prvi uređaj te vrste ikada. Ima 5.3" "Multi-touch" ekran s mogućnošću korištenja S Pen pametnog "stylusa" (dolazi s uređajem). Samsung je naglasio kako je ovaj uređaj krenuo u razvoj poslije dugog razgovaranja i istraživanja među korisnicima o savršenoj dijagonali za "sve" u jednom uređaju. 

## Značajke
- Povezivost i mreže: 
  - 2G mreža - GSM 850 / 900 / 1800 / 1900
  - 3G mreža - HSDPA 850 / 900 / 1900 / 2100
- Mikroprocesor: dvojezgreni Exynos 4 ARM arhitekture
- Takt: 1.4Ghz
- Grafički procesor: Mali 400MP
- Memorija:
  - 16/32 GB unutarnje flash memorije
  - utor za microSD karticu kapaciteta do 32 GB
  - 1 GB RAM
- Zaslon: 5.3" (13.5 cm) 1280x800 pikselni Super AMOLED HD zaslon na dodir
- Operacijski sustav: Android 2.35 Gingerbread, 4.x Ice Cream Sandwich
- Kamere: 8-megapikselna stražnja kamera s LED bljeskalicom (mogućnost snimanja FullHD 1080p videa), prednja 2-megapikselna kamera
- Podrška za Wi-Fi.[2]

### Predstavljanje
Predstavljen je na sajmu popularne elektroničke opreme IFA u Berlinu početkom rujna 2011. godine. U prodaju je prvo krenuo u Njemačkoj i Koreji u listopadu, a u Hrvatskoj ga je moguće nabaviti od travnja 2012. godine. Zbog svojeg ogromnog ekrana, povratka "stylusa" i dodatnih mogućnosti u samom Android sustavu privukao je mnogo pažnje ali i pozitivnih i negativnih kritika - "to je uređaj koji ćete obožavati ili mrziti" pisali su novinari nakon prezentacije.

### Prodaja
U prosincu Samsung je prodao 1 milijun, a do travnja 6 milijuna uređaja sveukupno. Također, 1.7.2012. izašao je podatak o isporučenih 8 milijuna Noteova.

## Veličina, izrada i pregled uređaja
Galaxy Note se svojom veličinom smjestio točno između Galaxy S II (4.3") i Galaxy Tab-a (7"). Neki su mu tehnološki novinari osporavali naziv pametnog telefona, čak i funkcionalnosti zbog navodne nemogućnosti držanja Notea u jednoj ruci i pisanja na njegovoj virtualnoj tipkovnici i nemogućnosti spremanja Notea u džep u hlačama. Drugi su ga svrstavali u tablete ili čak konzole za računalne igre. No, kako Samsung tvrdi, to je tabphone ili phablet i bio je vrlo riskantan potez nakon priličnog neuspjeha sličnog Dell Streaka prije par godina. Note uistinu je malo težak za korištenje jednom rukom ako su u pitanju žene i djeca, ali stane u većinu džepova i većinu ruku.
Sa stražnje strane Notea nalazi se poklopac (cijela stražnja stijenka) koji se vadi lagano zavlačenjem nokta u za to predviđenu rupicu. Poklopac je plastičan s uzorkom, potpuno je savitljiv. Ispod se nalaze utori za SIM karticu, microSD karticu i bateriju od 2500mAh. Sa strane Note ima metaliziranu plastiku srebrne boje, +/- gumb za zvuk nalazi se na lijevoj strani, a gumb za paljenje i gašenje uređaja s desne strane. Odozdola se nalazi microUSB 2.0 utor a s gornje strane je 3.5mm ulaz za slušalice. Note ima mikrofone s doljnje i gornje strane uređaja, a zvučnik se nalazi odostraga u doljnjem desnom kutu. Kamera i LED bljeskalice nalaze se iza gore na uređaju. Cijela prednja strana (ekran, dva dodirna gumba), osim fizičkog home gumba, prekrivena je Corning Gorilla Glassom.
Galaxy Note dobavljiv je u Hrvatskoj u crnoj i bijeloj boji, dok ga drugdje u svijetu ima i u ružičastoj.

## Ekran
Noteov ekran velik je 13.5 cm (5.3") a tehnologija je Super AMOLED HD. Njegov ekran nema Plus oznaku na kraju imena jer nema dvostruko više podpiksela, umjesto toga ima oznaku HD što znači da je rezolucija ekrana Galaxy Notea u visokoj rezoluciji 1280x800 s približno 285 piksela po inču.

## CPU i GPU
Note koristi dvojezgreni Samsung Exynos ARM Cortex-A9 mikroprocesor overclockan na visokih 1.4GHz i Mali 400MP grafički procesor već viđen na Galaxyju S II. Ta ga dva procesora čine brzim, no ne bržim od spomenutog S II upravo zbog opskrbljivanja velikog 5.3" HD ekrana.

## Kamera
Kao i S II, Note koristi izvrsnu 8MP kameru s miješanim Samsungovim i Sonyevim dijelovima koja snima i 1080p 30fps (sličice u sekundi) videozapise. No, Noteova LED bljeskalica je prilično malena, ali jaka. Prednja kamera koristi se za videopozive i snimanje fotografija i videa, ona ima 2MP. Okidanje je sporije nego na ostalim high-end uređajima ali su fotografije dobre. U snimanje videozapisa koristi se 4x zoom.

## Memorija
Galaxy Note nudi se u 16GB i 32GB verziji i u mogućnsoti je primiti microSD karitcu do 32GB. Radna memorija (RAM) u Noteu je 1GB.

## Baterija
Note opskrbljuje gigantska Li-Ion 2500mAh baterija koja Note može nositi 17 sati jakog korištenja ili dva dana normalnog korištenja. Samsungovi podaci kažu da Note može izdržati 26h razgovora preko 2G mreže i 13h preko 3G mreže.

## Stylus i odgovarajući softver
Za razliku od PDA uređaja Note može primati dodirni signal ne samo od stylus olovčice nego i prsta. Samsung svoju olovčicu zove S Pen. S Pen se može koristiti tijekom svih operacija na Galaxy Noteu, a ponajbolja je za precizne radnje popud izrezivanja fotografija i crtanja. S Pen koristi Wacomovu naprednu digitalnu tehnologiju i ima 276 razina osjetljivosti. S Pen ima i jedan gumb koji služi za razne opcije. Olovčica se pohranjuje u za nju namijenjenu rupu na dnu uređaja.
Na Noteu su predinstalirane i aplikacije za S Pen a neki su dodaci implementirani u sam OS. Aplikacija za crtanje nalazi se na sredini brzog izbornika na dnu ekrana i zove se S Memo, u njoj se može pisati tipkovnicom, zapisivati i crtati rukopisom u svim mogućim bojama i pet alata kojima se može mijenjati veličina i prozirnost. U S Memo se mogu ubaciti fotografije, videi i zvukovi te preko njih obilježavati S Penom. Još dvije aplikacije su predinstalirane – one za uređivanje fotografija i videozapisa gdje možete po spomenutima (osim svih normalnih opcija) crtati, pisati, puniti bojom i izrezivati. S Pen je integriran i u Internet gdje možete izrezivati dijelove fotografija. Ekran se može sam fotografirati tako da prođete dlanom s lijeva na desno ili malo dužim pritiskom olovčice na ekran dok držite njen gumb, tada se ta fotografija prikaza ekrana može uređivati kao i svaka druga. Samsung je u studenom za skidanje pustio i SDK kako bi razvojni programeri mogli napraviti svoje aplikacije koje izravno iskorištavaju potencijal S Pena.

## Povezivanje
Zbog Googleovog OS-a osim dijeljena podataka putem Bluetootha 3.0, elektroničke pošte, SMS-a, MMS-a i Interneta moguće je i putem Google Diska, Google+, Picasse i Gmail-a. Podatke možete prenositi i preko Samsungovih AllSharea, Mobile Printa, Kiesa, Čavrljanja i S Memo-a. Dijeljenje je također moguće preko skinutih aplikacija poput Twittera, Facebooka, Vibera, Pixlr-o-matica, Instagrama i Adobe Photoshopa.

## Uključena i licencirana dodatna oprema
S Galaxy Noteom dobit ćete bateriju, USB kabel i adapter za punjenje i slušalice s anatomskim uškama. Dodatna oprema uključuje MHL kabel, dockove za punjenje i zvučnike dok su zaštitne folije za ekran i gumene zaštitne maskice kod nas teško dostupne. Jedine lako nabavljive maskice su izravno Samsungove, a to su one koje se stave umjesto originalne stražnje stijenke i imaju preklopni dio preko ekrana.